# Římskokatolická farnost Václavice
Římskokatolická farnost Václavice (lat. Wetzwalda) je církevní správní jednotka sdružující římské katolíky na území vesnice Václavice a v jejím okolí. Organizačně spadá do libereckého vikariátu, který je jedním z 10 vikariátů litoměřické diecéze.

## Historie farnosti
Existence farnosti je doložena již od roku 1326. Matriky jsou vedeny od roku 1771. Od roku 1788 se farnost stala lokálií. Farností se opět stala od roku 1854.

### Duchovní správcové vedoucí farnost
Začátek působnosti jmenovaného v duchovní správě farnosti od:
- 1326 Theodoricus, † 1357
- 1357 Paulus Dietrich
- před 1407 Nicolaus
- 1409 Joannes von Schossdorf, † 1416
- 1416 Mathias
- 1422 Joannes
- 1424 Joannes Ralewiez
- 1425 Joannes von Uscek
- Paulus
- 1788 cap. loc. Franc. Soboll
- 1796 cap. loc. Franc. Riedel, † 6. 1. 1807
- 1807 cap. loc. Jos. Gose, n. 28. 9. 1752 Meronitz, o. 14. 6. 1778
- 1821 cap. loc. Anton Ullrich, n. 15. 10. 1786 Reichenberg, o. 17. 8. 1809, † 7. 10. 1865
- 1831 cap. loc. Jos. Hübel, n. 20. 7. 1790 Reichenberg, o. 17. 3. 1815, † 24. 8. 1859
- 1837 cap. loc. Franc. Hoffmann, n. 10. 3. 1796 Reichenberg, o. 24. 8. 1820, † 6. 6. 1866
- 1842 cap. loc. Steph. Sommer, n. 26. 12. 1797 Oberebersdorf, o. 7. 9. 1823
- 1846 cap. loc. Jos. Hittel, n. 12. 10. 1802 Tetschen, o. 3. 9. 1828, † 15. 6. 1884
- 1851 cap. loc. Joann. Waehner, n. 27. 2. 1810 Nixdorf, o. 4. 8. 1834
- 1855 proto-par. (prvo-farář) Joann. Waehner, n. 27. 2. 1810 Nixdorf, o. 4. 8. 1834
- 1856 Cajet. Hartig, n. 14. 11. 1804 Einsiedlen, o. 2. 9. 1829, † 1. 9. 1872
- 1857 Vinc. Vater, n. 22. 7. 1817 Wiesenthal. o. 29. 7. 1842, † 13. 7. 1865
- 1859 Wenc. Krug, n. 14. 5. 1818 Leipa, o. 7. 8. 1842, † 8. 12. 1888
- 1868 par. vacat, admin. int. Guiliel. Breuer
- 1869 Car. Wünsch, n. 4. 3. 1822 Gablonz a. N., o. 25. 7. 1845, † 4. 6. 1886
- 1880 par. vacat, admin. int. Henr. Sommer
- 1880 Josef Bergmann, n. 22. 1. 1831 Ebersdorf, 25. 7. 1855, † 5. 3. 1903
- 1883 Henric. Sommer, n. 31. 10. 1843 Hegewald, o. 15. 7. 1867, † 9. 9. 1913
- 1897 Rud. Klaunitzer, n. 10. 3. 1859 Oberleutensdorf, o. 1. 11. 1884, † 14. 3. 1944
- 1907 Henric. Hilscher, n. 9. 5. 1860 Mor. Jeseník, o. 11. 3. 1888
- 1919 par. vacat, admin. interc. Jos. Knaps
- 1918 Emanuel Reichenberger, n. 5. 4. 1888 Vilseck (G), o. 14. 7. 1912, † 2. 7. 1966
- 1. 6. 1920 Franc. Stief. n. 2. 1. 1888 Neundorf, o. 13. 7. 1913, † 10. 12. 1970
- 1. 4. 1951 Emil Brůna
- 1. 10. 1951 Karel Petržílek
- 1. 3. 1954 Josef Kovačík
- 1. 11. 1955 Miloš Fiala
- 1. 11. 1956 Milík Blahák
- 12. 10. 1962 Karel Vítek
- 1. 11. 1970 Tomáš Pavel Genrt OFM, admin. exc. z Hrádku nad Nisou
- 1. 9. 2013 Radek Vašinek, admin. exc. z Hrádku nad Nisou[3]

Kromě kněží stojících v čele farnosti, působili ve farnosti v průběhu její historie i jiní kněží. Většinou pracovali jako farní vikáři, kaplani, katecheté, výpomocní duchovní aj.

## Území farnosti
Do farnosti náleží území obce:
- Václavice (Wetzwalde[p 2])
- Uhelná (Kohlige)[p 2])

## Římskokatolické sakrální stavby na území farnosti
| | Fotografie | Stavba                               | Místo     | Bohoslužba                      | Zeměpisné souřadnice             | Poznámka             |
| Kaple | Kaple      | Kaple                                | Kaple     | Kaple                           | Kaple                            | Kaple                |
| --- | ---------- | ------------------------------------ | --------- | ------------------------------- | -------------------------------- | -------------------- |
| 1. |            | Kaple Panny Marie Pomocnice křesťanů | Uhelná    | bližší informace o bohoslužbách | 50°51′57″ s. š., 14°54′ v. d.    | obecní kaple         |
| Zaniklý kostel |            |                                      |           |                                 |                                  |                      |
| 2. |            | Kostel sv. Jakuba Většího            | Václavice | Nelze sloužit                   | 50°51′24″ s. š., 14°54′51″ v. d. | zbořený farní kostel |
| Některé drobné sakrální stavby a pamětihodnosti lze dohledat zde v databázi Drobné sakrální památky Zaniklé sakrální stavby lze dohledat zde v databázi Poškozené a zničené kostely, kaple a synagogy v České republice |            |                                      |           |                                 |                                  |                      |

Ve farnosti se mohou nacházet i další drobné sakrální stavby, místa římskokatolického kultu a pamětihodnosti, které neobsahuje tato tabulka.

## Příslušnost k farnímu obvodu
Z důvodu efektivity duchovní správy byl vytvořen farní obvod (kolatura) farnosti Hrádek nad Nisou, jehož součástí je i farnost Václavice, která je tak spravována excurrendo. Přehled těchto kolatur je v tabulce farních obvodů libereckého vikariátu.

## Galerie

Římskokatolická farnost Václavice
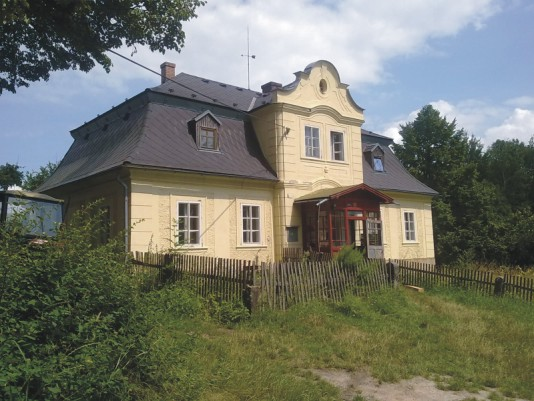
Budova fary ve Václavicích
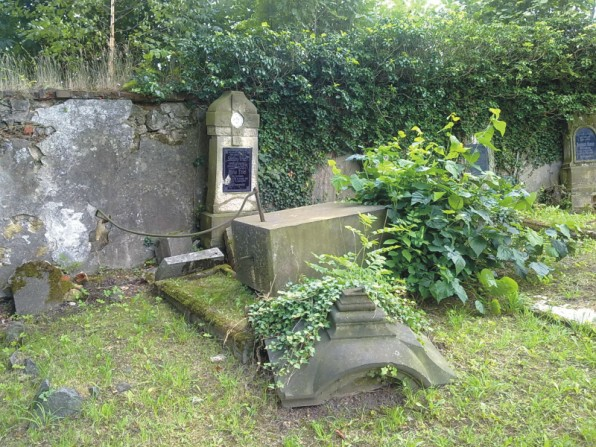
Hřbitov ve Václavicích
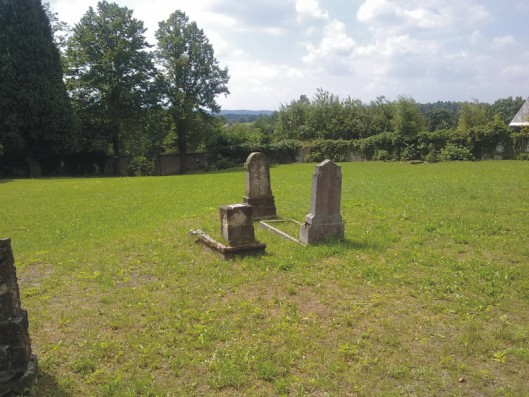
Pomníky na hřbitově ve Václavicích
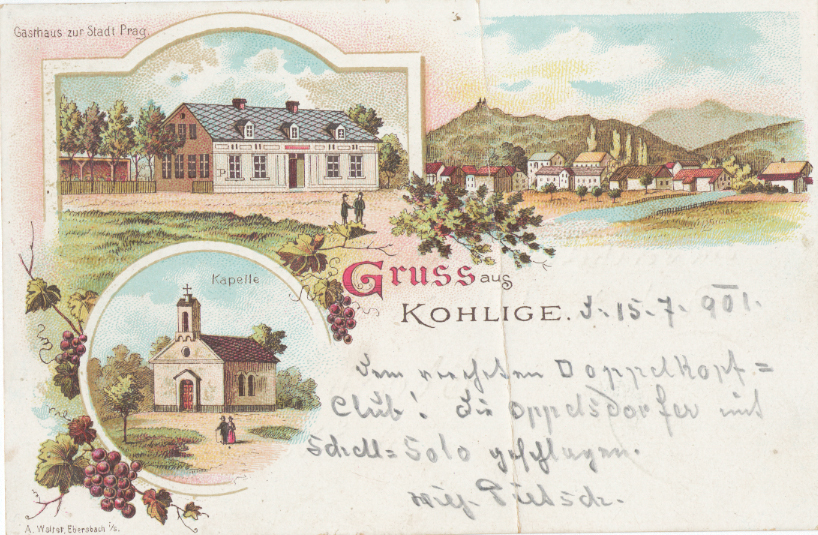
Kaple v Uhelné na pohlednici z roku 1901